# Rec Major (Tarragona)
El Rec Major és una conducció d'aigua de Tarragona, una obra arquitectònica protegida com a Bé Cultural d'Interès Local.

## Descripció
La data de construcció d'aquesta conducció d'aigua és incerta, fins i tot es comenta que fou feta sota el domini musulmà. El rec major apareix esmentat en la documentació del segle xv, si bé ja al segle xviii s'esmenta el Rec dels Molins. Fins i tot, el 1442, el sagristà de la Seu va fer una proposta per a fer un enginy que permetés impulsar del rec major fins a la ciutat.
La reina Maria, l'any 1432, concedí el privilegi de Salvaguarda Reial de les aigües, realitzada amb caràcter anual, que tenia com a missió comprovar que els pagesos d'aigües amunt no haguessin fet rescloses il·legals que impedissin el pas de l'aigua. Els bons usos de l'aigua eren vigilats pel gremi d'hortolans, avui en dia gremi de pagesos de Sant Isidre, el qual, sota la seva responsabilitat, controlava, a més del Rec Major, altres rescloses, mines i recs de distribució de l'horta de Tarragona.
El rec major naixia als límits del terme de Tarragona, prop de mas de les Ferreres. A diferència de les conduccions romanes aquest era un canal descobert. El seu primer tram anava més o menys paral·lel al riu fins al que es coneixia com l'abeurador de la ciutat. A partir d'aquí, i seguint la corba de nivell, davallava, passant per darrer de l'actual plaça de toros fins a desguassar al mar, entre el port i la desembocadura del Francolí. Precisament, la proximitat amb l'antic port va conduir a que es produïssin desperfectes en la conducció.
El cabal i el desnivell natural del seu últim tram es van aprofitar per abastir molins i altres factories com ara les draperies i adoberies, la força motriu de la qual depenia de l'aigua, així com per a regar les hortes properes. Per a una bona utilització, la ciutat tenia l'obligació de mantenir-lo net i en bones condicions.
En època moderna el rec major es continua usant a ple rendiment. Les seves formes de gestió, però s'adaptaren amb el temps.
Des de l'any 1845 ha existit una junta d'Aigües del Francolí i, sota la iniciativa del Gremi de Llauradors, es va inaugurar el 1863 la mina la Protectora. L'any 1936 es va reconvertir en Comunitat de Regants, amb un total de 314 associats el 1945 i una superfície de regadiu de 1109.52 jornals (aproximadament 470 hectàrees).
Des d'època medieval s'utilitzava l'aigua del rec major per a moure molins. Del ramal del rec que anava fins l'horta dels Caputxins s'abastava l'anomenat molí d'Abaix, sota l'actual carrer del Doctor Zamenhof i en l'aliniació del carrer de Castellarnau. El darrer molí fou la farinera, situat entre la Chartreusse i el carrer de Castaños i estava proveït de quatre turbines. Durant l'estiu, quan tota l'aigua del rec es dedicava a regar els horts, aquest molí comptava amb motors elèctrics amb un total de 120 CV.
Una altra instal·lació industrial que prenia l'aigua del rec major era una fàbrica de filatures de Fontanals i Companyia, de nom "la Fabril Tarraconense", la qual va ocupar primitivament l'edifici de la Chartreusse. En les seves instal·lacions va estar funcionant la primera màquina de vapor de Tarragona -una de les primeres de Catalunya, avui en dia en procés de restauració al Museu Nacional de la Ciència i la Tècnica de Catalunya. Va ser construïda l'any 1857 i posada en funcionament el 1861. La fàbrica també va excavar una mina per assegurar el funcionament en èpoques de sequera.